# Amanya Mushega
Nuwe Amanya Mushega (districte de Bushenyi, regió de l'Oest (Uganda), 27 de juny de 1946) és un polític, diplomàtic i advocat ugandès. Va servir com a secretari general de la Comunitat de l'Àfrica Oriental de 2001 a 2006

## Educació
Mushega va rebre la seva educació primària a Uganda. Va assistir Mbarara High School el 1963-1966 abans de ser transferit a Kings College Budo el 1967. Va ingressar a la Universitat de Dar es Salaam el 1969 per a estudiar dret. Es va llicenciar el 1972, i va obtenir el doctorat a la Queen's University a Kingston (Ontario), Canadà, el 1974. A la fi de 1970, Mushega es va inscriure al doctorat en Filosofia de la London School of Economics però va abandonar el programa quan es va unir al Moviment de Resistència Nacional el 1981.

## Experiència laboral
Després de la seva graduació a la Universitat de Dar es Salaam, va tornar a Uganda el 1972 i va impartir classes de professora de dret a la Universitat Makerere. Després de doctorar-se el 1974 fou professor de la facultat de dret de la Universitat de Zàmbia a Lusaka. Va tornar a la Universitat Makerere el 1979 com a professor i va continuar fins a 1981.
El 1981 es va unir a l'Exèrcit de Resistència Nacional de Yoweri Museveni, on va exercir com el principal Commisari polític nacional i va arribar la categoria de Coronel. Entre 1986 i 2001, va exercir funcions ministerials en els ministeris de defensa, govern local, educació i servei públic. Durant aquest temps, també va ser membre del Parlament d'Uganda representant Igara East al districte de Bushenyi.
El 2001, va ser nomenat pels caps d'estat de l'EAC com a secretari general per un període de cinc anys.

## Vida personal
Després del seu treball a l'EAC Mushega va tornar a Uganda i, juntament amb altres, va fundar Mushega & Associates Consultants, una empresa de consultoria privada. Després de la modificació constitucional de 2005 que va eliminar el límit de mandats presidencials a Uganda, Mushega, que es va oposar a l'esmena, van sortir del partit Moviment de Resistència Nacional i es van unir al Fòrum pel Canvi Democràtic (FDC). Actualment és el vicepresident regional del FDC per a l'Oest d'Uganda.